# Транссексуалізм і зміна статі
Транссексуалізм і зміна статі (англ. Transsexualism and Sex Reassignment) — книга про гендерну дисфорію, написана сексологами Річардом Гріном та Джоном Мані, опубліковане видавництвом Johns Hopkins University Press у 1969 році. Перший медичний підручник, опублікований на тему трансгендерності. Книга містить розділ про замісну гормональну терапію, написану Крістіаном Гамбургером, і включала додаток із додатковими пропозиціями щодо лікування та рекомендаціями Гаррі Бенджаміна.